# Christoph von Carlowitz

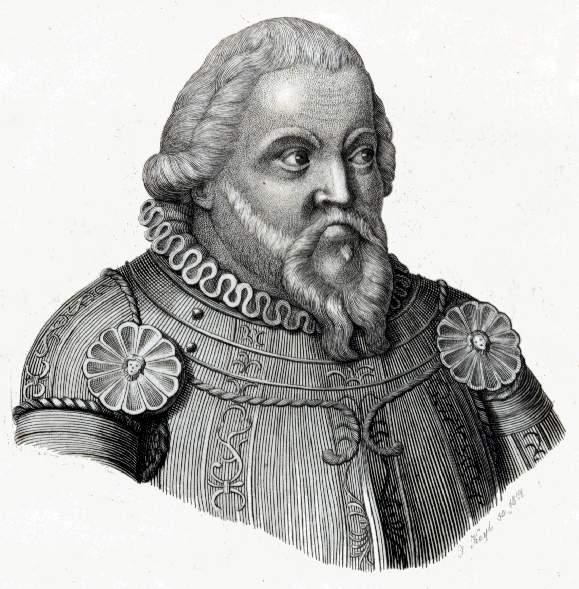
Christoph von Carlowitz

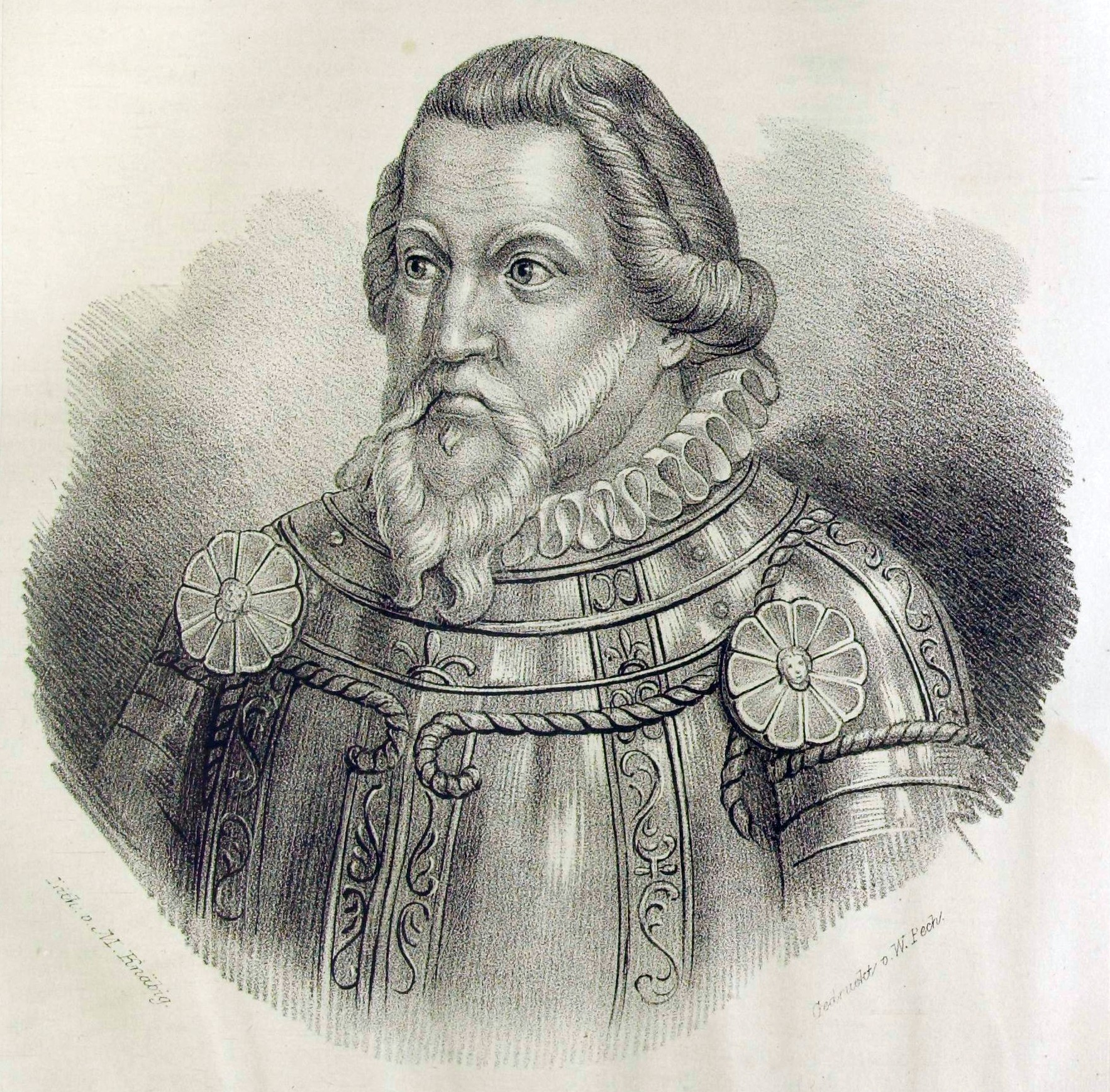
Christoph von Carlowitz

Christoph von Carlowitz (* 13. Dezember 1507 auf dem Rittergut Hermsdorf bei Dresden, Kurfürstentum Sachsen; † 8. Juni 1578 in Rothenhaus, Königreich Böhmen) war ein wichtiger kurfürstlicher Rat in Sachsen und Oberhauptmann von St. Joachimsthal in Böhmen.

## Leben
Christoph stammte aus der bei Dresden ansässigen Adelsfamilie Carlowitz. Sein Onkel war Georg von Carlowitz. Bereits mit zwölf Jahren begann er ein Studium in Leipzig, wo er vom berühmten Humanisten Petrus Mosellanus unterrichtet wurde. Nach vier Jahren ging er nach Basel, als Schüler von Erasmus von Rotterdam, dann zur Juristenschule nach Dole und schließlich nach Besançon. Schon in jungen Jahren wurde seine Gelehrsamkeit gerühmt.
Mit 22 Jahren kam er an den kursächsischen Hof und war bald mit wichtigen Missionen betraut. So reiste er beispielsweise nach England und Polen. Christoph von Carlowitz wurde zwischen 1530 und 1570 eine der einflussreichsten Persönlichkeiten des Reformationszeitalters am Dresdner Hof. Zuerst war er Hofrat der Herzöge Georg und Moritz von Sachsen in Dresden. 1534–1520 und 1542–1553 Amtmann im Amt Zörbig und dann 1543–1557 im Kreisamt Leipzig. Am 19. April 1544 erhielt er in Speyer, wo er 1541–1542 sächsischer Beisitzer am Reichskammergericht war, die kaiserliche Genehmigung zur Wappenvereinigung mit dem des ausgestorbenen Adelsgeschlechts von Ziegelheim.
Carlowitz war an den geheimen Verhandlungen beteiligt, welche zu Moritz’ Bündnis mit dem Kaiser führten. 1552 war er Unterhändler des protestantischen Herzogs Moritz von Sachsen beim Passauer Vertrag. In Anerkennung seiner Verdienste wurde er am 13. Januar 1552 in Innsbruck zum Erbvierritter des Heiligen Römischen Reiches erhoben. 1553 erwarb er den böhmischen Rittersitz Rothenhaus mit der benachbarten Stadt Görkau. Später diente er als Rat beim Kurfürsten August und seit 1557 als Oberhauptmann in St. Joachimsthal unter Kaiser Ferdinand I.
Christoph von Carlowitz starb im Alter von 70 Jahren in Rothenhaus und wurde in Görkau bestattet.

## Ehen
Christoph Carlowitz war verheiratet mit
1. Brigitte von Drachsdorf († 1559)

2. Clara von Breitenbach, Witwe von Heinrich von Gersdorff, 1560.
Kinder sind nicht bekannt.